# Леринско благотворително братство
Леринското благотворително братство „Свобода“ е патриотична и благотворителна обществена организация на македонски българи от района на Леринско, съществувала в българската столица София отпреди 1913 година.

## История
През 1913 година от името на братството Наум Христов, Хр. Георгиев, Н. Нацев и Кузман Чеков подписват Мемоар от костурско-леринско-кайлярската емиграция в София.
На учредителния събор на македонските бежански братства от ноември 1918 година делегат от Леринското братство е Сребрен Поппетров.
На 24 август 1919 година братството е възстановено от 20 делегати, които избират ръководство в състав Сребрен Поппетров, Наум Христов, Константин Трифонов, Кирил Шошев и Васил Трифонов. Освен тях учредители са Лазар Бицанов, Иван Чеков, Никола Попвасилев, Фоти Кирчев, Михаил Чеков, Никола Романов, Михаил Попиванов, Иван Граменов, Георги Граменов, Минче Дорев, Аце Дорев, Кръстьо Льондев, Хафъз Халил, Петър Христов и Филип Георгиев.
Делегати от братството на обединителния конгрес на СМЕО и МФРО от януари 1923 година са В. Герганчев, Васил Трифонов, И. Палчев, Иван Чеков, И. Типев и Лазар Бицанов.
На 1 юни 1926 година е основана Леринската женска културно-просветна и благотворителна дружба при Леринското братство. В нея членуват 60 души, а в новоизбраното му настоятелство влизат Нада П. Трайкова (председател), Катерина Михайлова (подпредседател), Васа Сребренова (касиер) и Елена Димитрова (секретар).
На редовно събрание от 17 февруари 1927 година в ново настоятелство влизат Сребрен Поппетров (председател), Лазар Гошев (подпредседател), Илия Гулабчев (секретар), Лазар Бицанов (касиер) и членове Пандо Бакалов, Димитър Иванов и Васил Трифонов.
Членове на братството са още Иван Гочев и Лазар Гошев, делегат на братството на Седмия конгрес на Съюза на македонските емигрантски организации от 1928 година.
През 1929 година председател е Иван Дорев, Благой Бояджиев през 1930 година, Иван Гулабчев през 1931 година, Стоян Василев през 1933 година. Леринското братство разполага с фонд „Лерински дом“, който да събира пари за бъдещо финансиране на Леринско. Патронен празник на братството е Спасовден. През 1936 година в управителното тяло на братството влизат Крум Христов, Лазар Гошев, Михаил Иванов, Димитър Стойков, Кирил Шошев, Кузо Буров, Тома Константинов, Иван Чеков, Христо Вангелов и Никола Ярев. През 1938 година председател е Антон Гошев, Кузман Буров (подпредседател), Васил Василев е секретар, Благой Марков (касиер), а съветници са Кирил нешев, Михал Попов и Кръстю Медичков. В контролната комисия са Иван Чеков (председател), Никола Ярев и Иван Гочев са членове.
Леринското братство приема официално устава си в София на 20 февруари 1932 година. През септември 1934 година протестен протокол срещу Деветнадесетомайския преврат от името на Леринското братство подписва Илия Гулабчев.
През 1941 година председател на братството е Антон Гошев.

## Галерия
- Глава на документ на Леринското благотворително братство
- Устав на Леринското братство
- Табло с падналите дейци на ВМОРО и ВМРО от Леринско
- Некролог на Димитър Михайлов от Леринско благотворително братство